# Faugères (Hérault)
Faugères település Franciaországban, Hérault megyében. Lakosainak száma 555 fő (2022. január 1.). Faugères Bédarieux, Cabrerolles, Caussiniojouls, Hérépian, Laurens, Pézènes-les-Mines és Roquessels községekkel határos.

## Népesség
A település népességének változása:
| Lakosok száma | 380  | 366  | 360  | 429  | 520  | 500  | 515  | 546  | 550  | 555  |
|               | 1968 | 1982 | 1990 | 2006 | 2013 | 2015 | 2017 | 2019 | 2020 | 2022 |